# Battaglia di Polesella (1509)
(Ludovico Ariosto, Orlando Furioso: canto 40, 2, vv. 1-4)
La battaglia di Polesella o battaglia della Polesella fu una battaglia navale combattuta nel tratto del fiume Po compreso tra Polesella e Guarda Veneta il 22 dicembre 1509 nel quadro della guerra della Lega di Cambrai; vide contrapposte le forze di terra del Ducato di Ferrara e le forze navali della Repubblica di Venezia e si concluse con la vittoria schiacciante delle forze ferraresi, che affondarono quasi completamente la flotta veneziana e catturarono le navi superstiti. Lo sviluppo delle artiglierie e la schiacciante sconfitta veneziana furono tali che dopo la battaglia di Polesella non furono più impiegate flotte fluviali per operare militarmente lungo il Po ed i maggiori fiumi dell'Italia settentrionale.

## Antefatti

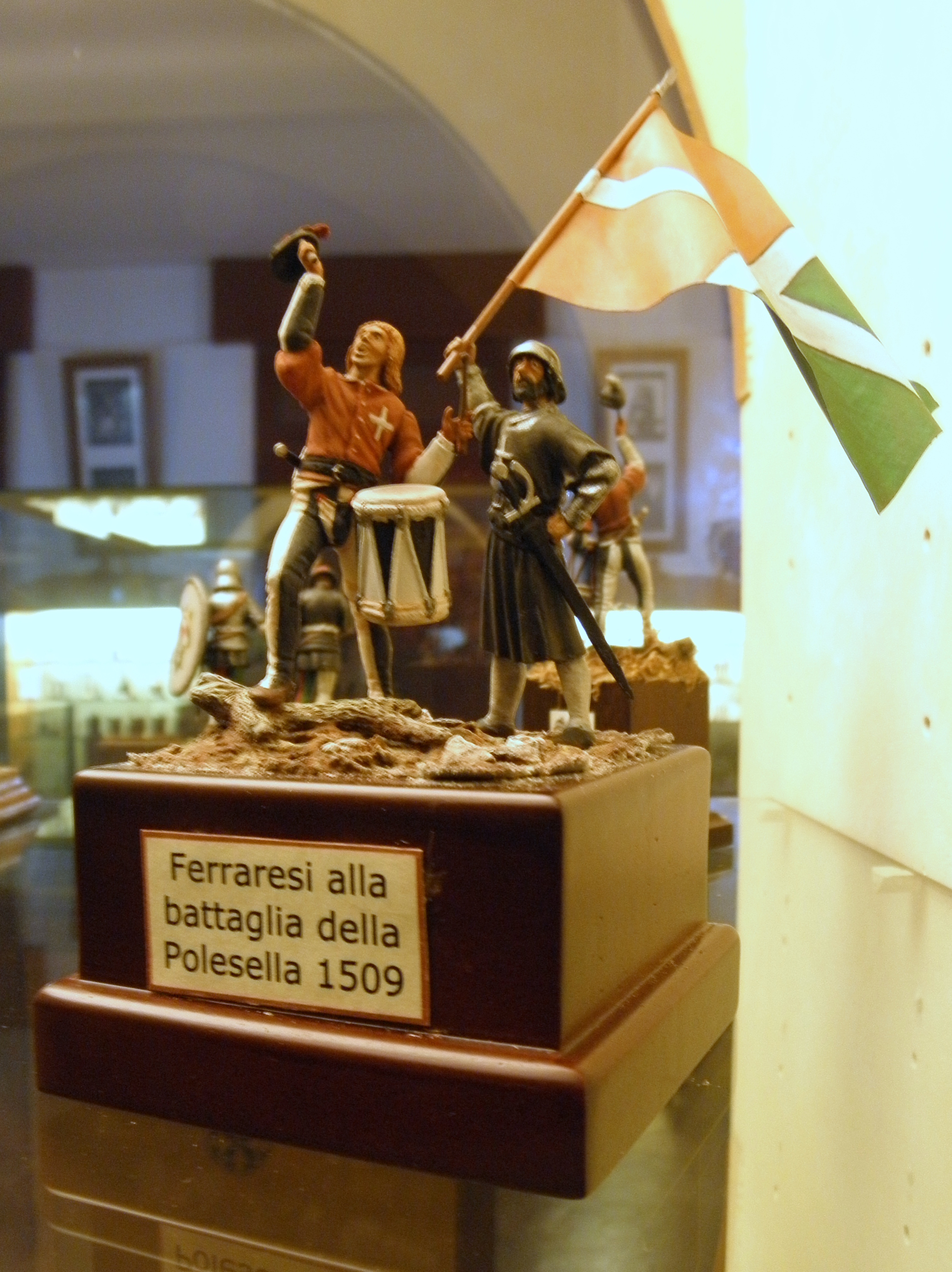
Voghiera, Museo del modellismo storico: diorama di soldati ferraresi alla battaglia della Polesella del 1509.

Alla fine di novembre del 1509 la Repubblica di Venezia aveva quasi completato la riconquista del Veneto, occupando nuovamente Montagnana, Este e il Polesine di Rovigo, il cui possesso le era stato strappato dal Ducato di Ferrara durante la campagna della Lega di Cambrai. Decise allora di inviare una spedizione punitiva contro il ducato, ormai rimasto da solo a fronteggiare le armate della Serenissima, per lo sdegno causato dagli eccessi dell'occupazione ferrarese; secondo il senato veneziano, il duca Alfonso I d'Este si era spinto troppo oltre nel reclamare diritti territoriali sui castelli di Este e Montagnana e le sue truppe avevano saccheggiato e distrutto oltre misura le terre del Polesine durante l'occupazione.
La flotta, composta di 17 galee e un numero imprecisato di altre imbarcazioni, e la cavalleria leggera, di supporto sulla riva sinistra, risalì il Po al comando di Angelo Trevisan e depredò il ferrarese da Corbola a Ficarolo; giunta a Pontelagoscuro non riuscì a superare lo sbarramento della famosa artiglieria ferrarese, per cui fu ormeggiata nel tratto di fiume compreso tra Polesella e Guarda Veneta.
In corrispondenza dell'isolotto chiamato "Giaron" i veneziani costruirono due bastioni, uno su ogni riva del Po, per proteggere la posizione in attesa della fanteria e del momento giusto per attaccare la città di Ferrara. I rinforzi veneziani però non arrivarono, anzi la cavalleria di supporto fu ritirata per difendere Vicenza, minacciata da un presidio francese a Verona.
Il 30 novembre l'esercito ferrarese, guidato da Alfonso I d'Este ed Ippolito d'Este assaltò il bastione ma fu respinto dai fanti spagnoli e dai galeotti che lo presidiavano. Non andò a buon fine neppure il secondo assalto al termine del quale vi furono molti morti e feriti da ambo le parti tra cui lo stesso Ippolito d'Este, che fu colpito di striscio al collo da una freccia ed Ercole di Sora che fu catturato e decapitato dai galeotti. Il 3 dicembre il Trevisan diede ordine di avviare la realizzazione di un ponte sul Po davanti al bastione di Polesella sfruttando 11 delle galee ivi presenti, avendo in mente di costruire un secondo bastione sulla riva ferrarese. Il giorno successivo circa 50 stradiotti al comando di Andrea Zivran si portarono verso Francolino con l'intenzione di saccheggiarla ma incontrarono un'avanguardia composta da circa altrettanti cavalleggeri ferraresi; nella scaramuccia caddero quindici nemici e tre furono catturati. Il Trevisan minacciò di impiccarli e quelli rivelarono da quanti e da quali uomini fosse difesa Ferrara oltre al fatto che parte degli abitanti stava fuggendo per paura dei veneziani e che per lo stesso motivo le botteghe non aprivano più da giorni.
Il 6 dicembre Marco Antonio Contarini si portò davanti a Comacchio con la sua flottiglia. I difensori, costituiti da circa 250 locali e 200 mercenari, si diedero alla fuga e il borgo fu così costretto ad arrendersi. I veneziani riuscirono a mettere le mani su pesce, vino e sale per un valore di almeno 7 000 ducati, incendiarono 250 case e distrussero i magazzini.
L'8 dicembre il ponte realizzato sfruttando le galee fu sostituito con un ponte di barche e chiatte in modo da poter sfruttare le navi per eventuali operazioni lungo il fiume. Il giorno successivo l'esercito ferrarese iniziò a traghettare l'artiglieria al di là del Po presso Ficarolo e per tenere impegnati i veneziani furono inviati 300 cavalieri contro il bastione di Polesella.
Il 14 dicembre il Trevisan fu informato che i ferraresi stavano approntando un ponte costituito da sedici barche presso Francolino. Il suo tentativo di inviare quattro barche ad incendiarlo fu vanificato dalle intense piogge che fecero salire notevolmente il livello del Po che fino a qualche giorno prima non superava i sei piedi di profondità. 
Due giorni dopo circa 400 cavalieri ferraresi guidati da Ludovico I Pico effettuarono una scorreria su Ariano nel Polesine. Di ritorno dall'operazione, un falconetto centrò in pieno volto il comandante che morì sul colpo.

## Battaglia

Battista Dossi, Ritratto di Alfonso I d'Este, 1534 - 1536, Modena, Galleria Estense. Sullo sfondo la grande vittoria del duca ferrarese ottenuta a Polesella

Il duca Alfonso I d'Este e suo fratello, il cardinale Ippolito d'Este, conoscevano bene il fiume e il territorio e usarono questa conoscenza a proprio vantaggio, prevedendo con precisione una piena imminente.
Il 21 dicembre, il giorno prima della piena prevista, il cardinale prese il comando dell'esercito e attaccò il bastione sulla riva destra; le forze veneziane, ora ridotte, cedettero e si ritirarono, permettendo alle forze ferraresi di fortificare l'argine.
Nella notte tra il 21 e il 22 dicembre l'artiglieria fu schierata in gran silenzio al riparo delle fortificazioni, in attesa che la piena prevista portasse le chiglie delle imbarcazioni ad altezza di tiro; all'alba fu aperto il fuoco. La flotta veneziana fu colta di sorpresa, e nel caos che ne seguì molte navi affondarono e alcune furono catturate. I soldati e i marinai che tentarono di fuggire in acqua furono presi prigionieri e fucilati o uccisi senza pietà non appena raggiunta la terraferma.
Fu più un massacro che una battaglia.

## Conseguenze
I ferraresi conquistarono 15 galee, diverse altre imbarcazioni e 60 bandiere. I veneziani persero 2 000 uomini uccisi, arsi nelle navi o annegati.
Angelo Trevisan, comandante della flotta veneziana, riuscì a fuggire, ma la sua galea affondò dopo 5 km.
Tornato a Venezia, fu processato per "cattiva condotta e negligenza".
Quando il duca Alfonso I d'Este tornò a Ferrara cinque giorni più tardi, sua moglie Lucrezia Borgia lo accolse con le sue damigelle d'onore, la corte e la popolazione festante.

## Epilogo
L'esercito vincitore andò poi a riconquistare anche Comacchio, senza spargimento di sangue in quanto le navi veneziane si ritirarono prima dell'arrivo dei ferraresi.
L'avanzata veneziana nel Ducato di Ferrara fu così bloccata e i confini si assestarono nuovamente su quelli stabiliti dal trattato di Bagnolo del 1484.
Le navi conquistate nella battaglia di Polesella furono in seguito restituite dal duca Alfonso I alla Repubblica di Venezia, quando ferraresi e veneziani si trovarono alleati durante le fasi finali delle guerre della Lega di Cambrai.